# Nekrolog 1. Quartal 1912
Nekrolog
◄◄
| ◄
| 1908
| 1909
| 1910
| 1911
| 1912 | 1913 | 1914 | 1915 | 1916 | ► | ►►
1. Quartal |
2. Quartal |
3. Quartal |
4. Quartal 1912
Weitere Ereignisse | Allgemeiner Nekrolog 1912
Die Beschreibung der verstorbenen Person sollte so kurz wie möglich gehalten sein und nur deren signifikante Tätigkeit(en) enthalten.
Neue Namen ggf. auch unter dem Geburts- und Sterbedatum, also etwa unter 1. Januar und im Geburts- und Sterbejahr (2024) eintragen (nur bei entsprechender großer Wichtigkeit). Für Beispiele siehe die schon vorhandenen Artikel.
Außerdem über die fünf zuletzt Verstorbenen, zu denen es einen ausreichend guten Artikel für eine Präsentation auf der Hauptseite gibt, nach der todesbedingten Überarbeitung der Artikel ggf. auch unter Wikipedia Diskussion:Hauptseite informieren und sie am besten auch in den anderen Wikipedia-Sprachversionen eintragen. Tipp: Regelmäßig bei news.google.de nach „ist tot“, „gestorben“ oder „verstorben“ suchen.
Wenn eine Person gestorben ist, gibt es viele Seiten zu dieser Person in der Wikipedia, die davon auch betroffen sind und entsprechend aktualisiert werden müssen. Beispiele: Namenübersichtsseite, Geburtsjahr, Geburtsort-Seiten und viele mehr.
Wie finde ich die betroffenen Seiten?
Im Suchfeld auf der linken Seite gibt man den Suchbegriff so ein: „Vorname Nachname“. Dann klickt man auf Volltext und alle Seiten mit entsprechendem Suchtext werden aufgerufen. Hier sieht man dann schnell, wo auch das Todesjahr Sinn macht oder sogar ein Teil des Artikels angepasst werden muss. Auch hilft das „Werkzeug“ auf der linken Seite sehr gut, um solche Seiten aufzufinden: „Links auf diese Seite“. Somit ist die Wikipedia wieder aktuell in allen Bereichen! Hinweis: bei Eintragung der Kategorie „Gestorben JAHR“ wird der Missbrauchsfilter 49 ausgelöst, was jedoch nicht schlimm ist. Siehe: Spezial:Missbrauchsfilter/49
Dies ist eine Liste von im ersten Quartal 1912 verstorbenen bekannten Persönlichkeiten. Die Einträge erfolgen innerhalb der einzelnen Daten alphabetisch sortiert. Tiere sind im Nekrolog für Tiere zu finden.

## Januar
| Tag        | Name                                      | Beruf, bekannt als                                                                          | Alter | Beleg |
| ---------- | ----------------------------------------- | ------------------------------------------------------------------------------------------- | ----- | ----- |
| 1. Januar  | Franz von Bellegarde                      | Mitglied des Herrenhauses, Obersthofmeister der Kronprinzessin Witwe Stefanie               | 78    |       |
| 1. Januar  | Waldemar Sonntag                          | deutscher evangelischer Geistlicher                                                         | 67    |       |
| 2. Januar  | Karl Guden                                | deutscher lutherischer Geistlicher, Generalsuperintendent der Generaldiözese Göttingen      | 78    |       |
| 2. Januar  | Joseph-Antoine Lang                       | französischer Ordensgeistlicher, Apostolischer Vikar von Costa di Benin                     | 43    |       |
| 2. Januar  | Henri Rouart                              | französischer Maler des Impressionismus                                                     | 78    |       |
| 3. Januar  | Jakob Amsler-Laffon                       | Schweizer Mathematiker, Physiker, Ingenieur und Fabrikant                                   | 88    |       |
| 3. Januar  | Felix Dahn                                | deutscher Jurist, Schriftsteller, Historiker                                                | 77    |       |
| 3. Januar  | Robley D. Evans                           | US-amerikanischer Admiral                                                                   | 65    |       |
| 3. Januar  | Heinrich Gerber                           | deutscher Bauingenieur und Erfinder des Gerberträgers                                       | 79    |       |
| 4. Januar  | Clarence Edward Dutton                    | US-amerikanischer Geologe                                                                   | 70    |       |
| 4. Januar  | Charles Henry Morgan                      | US-amerikanischer Politiker                                                                 | 69    |       |
| 4. Januar  | Francis T. Nicholls                       | US-amerikanischer Politiker                                                                 | 77    |       |
| 5. Januar  | Aureliano de Beruete                      | spanischer Maler und Politiker                                                              | 66    |       |
| 5. Januar  | George W. Crouse                          | US-amerikanischer Politiker (Republikanische Partei)                                        | 79    |       |
| 5. Januar  | Peter-Joseph Drittenpreis                 | Moskauer Architekt                                                                          | 70    |       |
| 5. Januar  | Matthäus Kirchner                         | deutscher Missionar und Politiker (Zentrum), MdR                                            | 85    |       |
| 5. Januar  | Robert Zimmermann                         | deutscher Schiffbauingenieur                                                                | 60    |       |
| 6. Januar  | Emil Odebrecht                            | deutscher geodätischer Ingenieur und Kartograf                                              | 76    |       |
| 7. Januar  | Joseph Alois Bach                         | päpstlicher Zuave                                                                           | 73    |       |
| 7. Januar  | Sophia Jex-Blake                          | britische Ärztin, Feminist und Mitbegründer der „London School of Medicine for Women“       | 71    |       |
| 7. Januar  | Salvador Lara Zamora                      | geschäftsführender Präsident Costa Ricas                                                    | 72    |       |
| 8. Januar  | Nicolò Majer                              | italienischer Münzhändler                                                                   |       |       |
| 8. Januar  | Johannes Moser                            | deutscher Pfarrer und Volkskundler                                                          | 56    |       |
| 9. Januar  | Ika Freudenberg                           | bayrische Frauenrechtlerin                                                                  | 53    |       |
| 9. Januar  | Franz Xaver Holzbaur                      | deutscher Maler                                                                             | 66    |       |
| 10. Januar | Oskar Pintsch                             | deutscher Fabrikant                                                                         | 67    |       |
| 10. Januar | Werner Weber                              | Schweizer Unternehmer und Politiker                                                         | 60    |       |
| 11. Januar | Johann von Gaugreben                      | Landrat des Kreises Brilon                                                                  | 63    |       |
| 11. Januar | James Gibson, 1. Baronet                  | schottischer Politiker                                                                      | 62    |       |
| 12. Januar | Adrianus Bleijs                           | niederländischer Architekt                                                                  | 69    |       |
| 12. Januar | Alexander von Peez                        | deutsch-österreichischer Politiker und Industrieller                                        | 82    |       |
| 12. Januar | Clara von Rappard                         | Schweizer Malerin                                                                           | 54    |       |
| 12. Januar | Karl Scholl                               | deutscher Bildhauer                                                                         | 71    |       |
| 13. Januar | Karl Kraut                                | deutscher Chemiker                                                                          | 82    |       |
| 14. Januar | Leonid Arbusow                            | baltischer Historiker                                                                       | 63    |       |
| 14. Januar | Sava Hilandarac                           | böhmisch-serbischer Mönch                                                                   | 74    |       |
| 14. Januar | Salomon Lefmann                           | deutscher Philologe                                                                         | 80    |       |
| 14. Januar | Otto Liebmann                             | deutscher Philosoph                                                                         | 71    |       |
| 14. Januar | Josue Jean Philippe Valeton der Jüngere   | niederländischer Theologe und Orientalist                                                   | 63    |       |
| 15. Januar | Henry du Pré Labouchère                   | britischer Politiker                                                                        | 80    |       |
| 15. Januar | Beilby Lawley, 3. Baron Wenlock           | britischer Politiker und Kolonialbeamter                                                    | 62    |       |
| 15. Januar | Wilhelm Franz Loebisch                    | medizinischer Chemiker                                                                      | 72    |       |
| 15. Januar | Bruno Mugellini                           | italienischer Pianist                                                                       | 40    |       |
| 15. Januar | Joseph Maria von Radowitz                 | deutscher Diplomat                                                                          | 72    |       |
| 16. Januar | Ernst Balcke                              | deutscher Autor                                                                             | 24    |       |
| 16. Januar | Georg Heym                                | deutscher Schriftsteller, Vertreter des frühen Expressionismus                              | 24    |       |
| 16. Januar | Carl Horstmann                            | deutscher Augenarzt                                                                         | 64    |       |
| 17. Januar | Joaquín Albarrán                          | kubanischer Urologe                                                                         | 51    |       |
| 17. Januar | Adolf Brieger                             | deutscher Altphilologe und Gymnasiallehrer                                                  | 79    |       |
| 17. Januar | Karen Holmsen                             | norwegische Opernsängerin                                                                   | 79    |       |
| 17. Januar | Heinrich Hornschuch                       | deutscher Unternehmer                                                                       | 73    |       |
| 17. Januar | Gottlieb Tesch                            | deutscher Maurermeister und Bauunternehmer in Berlin                                        | 62    |       |
| 18. Januar | Domingo García y Vásquez                  | brasilianischer Maler spanischer Abstammung                                                 |       |       |
| 18. Januar | Hermann Armin von Kern                    | österreichischer akademischer Maler                                                         | 73    |       |
| 18. Januar | Hermann Winkelmann                        | deutscher Opernsänger (Tenor)                                                               | 64    |       |
| 19. Januar | Alexander Flinsch                         | deutscher Papierfabrikant, Aquarellmaler und Kunstsammler                                   | 78    |       |
| 19. Januar | Albert Poncelet                           | belgischer Historiker und Bollandist                                                        |       |       |
| 20. Januar | Alessandro Bavona                         | italienischer Geistlicher, römisch-katholischer Erzbischof und Diplomat des Heiligen Stuhls | 55    |       |
| 20. Januar | Gustav Alois Bretschneider                | deutscher Fabrikant von Eisenkonstruktionen                                                 | 61    |       |
| 20. Januar | Auguste Chantre                           | Schweizer evangelischer Geistlicher und Hochschullehrer                                     | 75    |       |
| 20. Januar | Arnold Riese                              | österreichischer Politiker (SPÖ)                                                            | 40    |       |
| 21. Januar | Wilhelm Brink                             | deutscher Politiker                                                                         | 63    |       |
| 21. Januar | Michael Muhr                              | österreichischer Politiker                                                                  |       |       |
| 22. Januar | Gottfried von Herder                      | deutscher Rittergutsbesitzer und Politiker, MdR                                             | 53    |       |
| 22. Januar | Lucien Rérolle                            | französischer Karambolagespieler, Rechtsanwalt und Autor                                    | 48    |       |
| 23. Januar | Antonietta Klitsche de la Grange          | italienische Journalistin und Romanschriftstellerin                                         | 79    |       |
| 23. Januar | Joseph Vitkin                             | zionistischer Pionier                                                                       |       |       |
| 24. Januar | Emmerich Kienmann                         | Abgeordneter zum Abgeordnetenhaus des Österreichischen Reichsrates, Sportfunktionär         | 57    |       |
| 24. Januar | Johannes Hermanus Barend Koekkoek         | niederländischer Marine- und Landschaftsmaler                                               | 71    |       |
| 24. Januar | Theodor Piderit                           | deutscher Schriftsteller                                                                    | 85    |       |
| 24. Januar | Johann Jacob Söhnlein                     | deutscher Sektkellerer                                                                      | 84    |       |
| 25. Januar | Karl Junker                               | deutscher Maler, Bildhauer und Architekt                                                    | 61    |       |
| 26. Januar | Adolf Ludwig Fauth                        | deutscher Pfarrer, Homöopath und Volksschriftsteller                                        | 75    |       |
| 27. Januar | Alexandre Bisson                          | französischer Drehbuchautor und Schriftsteller                                              | 63    |       |
| 28. Januar | Eloy Alfaro                               | ecuadorianischer Politiker, zweimaliger Präsident von Ecuador                               | 69    |       |
| 28. Januar | Gustave de Molinari                       | belgischer Ökonom und Begründer des Anarchokapitalismus                                     | 92    |       |
| 28. Januar | Felix Schweighofer                        | österreichischer Schauspieler und Operettensänger                                           | 69    |       |
| 29. Januar | Herman Bang                               | dänischer Schriftsteller und Journalist                                                     | 54    |       |
| 29. Januar | Alexander Duff, 1. Duke of Fife           | schottischer Adeliger und Politiker, Mitglied des House of Commons                          | 62    |       |
| 29. Januar | Bronisław Markiewicz                      | polnischer Priester und Ordensgründer                                                       | 69    |       |
| 29. Januar | Julius Karl Pintsch                       | deutscher Fabrikant und Ingenieur                                                           | 64    |       |
| 29. Januar | Alfred Silhol                             | französischer Politiker, Mitglied der Nationalversammlung                                   | 82    |       |
| 29. Januar | Ezra B. Taylor                            | US-amerikanischer Politiker (Republikanische Partei)                                        | 88    |       |
| 30. Januar | James C. Allen                            | US-amerikanischer Politiker                                                                 | 90    |       |
| 30. Januar | Luis Cordero Crespo                       | ecuadorianischer Politiker, zweimaliger Präsident von Ecuador                               | 78    |       |
| 30. Januar | Alfred Ebenhoch                           | österreichischer Politiker (CSP), Landtagsabgeordneter                                      | 56    |       |
| 30. Januar | Arthur Hamilton-Gordon, 1. Baron Stanmore | britischer Kolonialbeamter                                                                  | 82    |       |
| 30. Januar | Julius Pagel                              | deutscher Arzt und Medizinhistoriker                                                        | 60    |       |
| 30. Januar | Oscar von Sarwey                          | deutscher Offizier und Provinzialrömischer Archäologe                                       | 74    |       |
| 30. Januar | Friedrich Stephany                        | deutscher Journalist                                                                        | 81    |       |
| 31. Januar | Friedrich Hanisch                         | österreichischer Politiker                                                                  | 73    |       |
|            | Paul Bergon                               | französischer Fotograf und Musiker                                                          |       |       |

## Februar
| Tag         | Name                                | Beruf, bekannt als                                                               | Alter | Beleg |
| ----------- | ----------------------------------- | -------------------------------------------------------------------------------- | ----- | ----- |
| 1. Februar  | Hugo Bußmeyer                       | deutscher Komponist und Pianist                                                  | 69    |       |
| 1. Februar  | Therese von Miltitz                 | deutsche Hofdame, Altkatholikin                                                  | 84    |       |
| 1. Februar  | Christian Sandler                   | deutscher Geograph und Privatgelehrter                                           | 53    |       |
| 2. Februar  | Josef Ettlinger                     | deutscher Journalist und Literaturhistoriker                                     | 42    |       |
| 2. Februar  | Hermann Guggenheim                  | Schweizer Lithograph und Gründer eines Ansichtskartenverlages.                   | 47    |       |
| 2. Februar  | Emil Wohlwill                       | deutscher Chemiker und Wissenschaftshistoriker                                   | 76    |       |
| 3. Februar  | Ernst Georg Jung                    | Schweizer Architekt                                                              | 70    |       |
| 3. Februar  | Hektor von Kwilecki                 | Rittergutsbesitzer und Politiker, MdR                                            | 53    |       |
| 3. Februar  | Hermann Oeser                       | deutscher Pädagoge und Schriftsteller                                            | 62    |       |
| 3. Februar  | Frederick Robie                     | Gouverneur von Maine                                                             | 89    |       |
| 3. Februar  | Albert Schoenhut                    | deutsch-amerikanischer Spielzeughersteller                                       | 62    |       |
| 3. Februar  | Karl Wolf                           | österreichischer Theaterleiter                                                   | 63    |       |
| 4. Februar  | Ernst Küper                         | deutscher Verwaltungsjurist, Oberbürgermeister von Krefeld, MdHH                 | 76    |       |
| 4. Februar  | Franz Reichelt                      | österreichischer Schneider und Fallschirmkonstrukteur                            |       |       |
| 5. Februar  | Alfons Bellesheim                   | deutscher Kirchenhistoriker und Stiftspropst                                     | 72    |       |
| 5. Februar  | Oscar Boeters                       | deutscher Marineoffizier, zuletzt Konteradmiral                                  | 63    |       |
| 6. Februar  | George Jarvis Brush                 | US-amerikanischer Mineraloge                                                     | 80    |       |
| 6. Februar  | John Guiney                         | US-amerikanischer Kugelstoßer                                                    | 29    |       |
| 6. Februar  | Edmund Guschelbauer                 | österreichischer Volkssänger                                                     | 72    |       |
| 6. Februar  | James B. Weaver                     | US-amerikanischer Politiker                                                      | 78    |       |
| 7. Februar  | Hermann Bleuler                     | Schweizer Maschineningenieur, Geschützkonstrukteur und Oberst                    | 74    |       |
| 7. Februar  | Edward Wilmot Blyden                | liberianischer Staatsmann                                                        | 79    |       |
| 7. Februar  | Julius Brabant                      | deutscher Abenteurer und Unternehmer                                             | 86    |       |
| 7. Februar  | Dmitri Alexejewitsch Miljutin       | russischer Kriegsminister, Generalfeldmarschall und Militärschriftsteller        | 95    |       |
| 7. Februar  | Marius Nygaard                      | norwegischer Lehrer und Sprachforscher                                           | 73    |       |
| 8. Februar  | Emil von Fischer                    | preußischer General der Infanterie                                               | 80    |       |
| 8. Februar  | Wilhelm von Hahnke                  | preußischer Generalfeldmarschall                                                 | 78    |       |
| 8. Februar  | Heinrich Schacht                    | deutscher Vogelkundler                                                           | 72    |       |
| 9. Februar  | Rudolf Hackl                        | deutscher Klassischer Archäologe                                                 | 30    |       |
| 10. Februar | Paul Hagemann                       | deutscher Jurist und Politiker (NLP), MdR                                        | 59    |       |
| 10. Februar | Ottomar Holdefleiss                 | Berliner Kunstschmied                                                            | 56    |       |
| 10. Februar | Wilhelm von Kanitz                  | preußischer Generalleutnant und Kommandeur                                       | 65    |       |
| 10. Februar | Joseph Lister, 1. Baron Lister      | britischer Mediziner                                                             | 84    |       |
| 10. Februar | José Maria da Silva Paranhos Júnior | brasilianischer Politiker                                                        | 66    |       |
| 10. Februar | Karl Penka                          | österreichischer Anthropologe                                                    | 64    |       |
| 10. Februar | Thomas Reibey                       | australischer anglikanischer Geistlicher und Politiker                           | 90    |       |
| 10. Februar | Irma von Troll-Borostyáni           | österreichische Schriftstellerin und Frauenrechtlerin                            | 64    |       |
| 11. Februar | Leonidas F. Livingston              | US-amerikanischer Politiker                                                      | 79    |       |
| 11. Februar | Konrad Loewe                        | österreichischer Schauspieler, Dramatiker                                        | 56    |       |
| 11. Februar | Germanos Mouakkad                   | melkitischer griechisch-katholischer Bischof im Libanon                          | 58    |       |
| 12. Februar | Francis Bashforth                   | britischer Ballistiker und Mathematiker                                          | 93    |       |
| 12. Februar | Gerhard Armauer Hansen              | norwegischer Arzt                                                                | 70    |       |
| 12. Februar | Albert Hertel                       | deutscher Maler                                                                  | 68    |       |
| 12. Februar | Hippolyte Langlois                  | französischer General, Senator und Mitglied der Académie française               | 72    |       |
| 12. Februar | Enno Sander                         | deutscher Revolutionär und Pharmazeut                                            | 89    |       |
| 13. Februar | Alphonse Schmitt                    | deutscher Organist und Komponist                                                 | 36    |       |
| 14. Februar | Sigismund Rahmer                    | deutscher Arzt, Schriftsteller und Herausgeber                                   | 48    |       |
| 15. Februar | Charles Barwig                      | US-amerikanischer Politiker                                                      | 74    |       |
| 15. Februar | Wilhelm Reye                        | deutscher Psychiater                                                             | 78    |       |
| 15. Februar | Franz von Will                      | bayerischer Offizier, zuletzt Generalmajor, Ritter des Militär-Max-Joseph-Ordens | 81    |       |
| 16. Februar | Ferdinand Alpers                    | deutscher Botaniker, Autor und Herausgeber, Sammler und Mäzen                    | 69    |       |
| 16. Februar | Dittmar Finkler                     | deutscher Mediziner und Hochschullehrer                                          | 59    |       |
| 16. Februar | Henry Williamson Haynes             | amerikanischer Archäologe                                                        | 80    |       |
| 16. Februar | William M. Lanning                  | US-amerikanischer Jurist und Politiker                                           | 63    |       |
| 16. Februar | Nikolai von Japan                   | russischer Mönch und orthodoxer Erzbischof von Tokio und Japan                   | 75    |       |
| 16. Februar | Emil Stoffella                      | österreichischer Internist                                                       | 76    |       |
| 17. Februar | Johann Jakob Abegg                  | Schweizer Politiker und Unternehmer                                              | 77    |       |
| 17. Februar | Alois Lexa von Aehrenthal           | österreich-ungarischer Diplomat und Außenminister                                | 57    |       |
| 17. Februar | Edgar Evans                         | walisischer Polarforscher                                                        | 35    |       |
| 17. Februar | Iwan Petrowitsch Trutnew            | russischer Maler und Begründer der „Wilnaer Malerschule“                         |       |       |
| 18. Februar | Louis Mitgau                        | deutscher Ingenieur und Baurat                                                   | 80    |       |
| 19. Februar | George Niemann                      | deutsch-österreichischer Architekt, Bauforscher, Archäologe und Künstler         | 70    |       |
| 19. Februar | Ōmori Harutoyo                      | japanischer Chirurg, Gründungspräsident der Medizinischen Hochschule Fukuoka     | 59    |       |
| 19. Februar | Karl Zenger                         | deutscher Eiskunstläufer                                                         | 38    |       |
| 21. Februar | Margaret Byers                      | britische Lehrerin, Abstinenzlerin und Suffragette                               | 79    |       |
| 21. Februar | Émile Lemoine                       | französischer Mathematiker und Ingenieur                                         | 71    |       |
| 21. Februar | Osborne Reynolds                    | britischer Physiker                                                              | 69    |       |
| 23. Februar | Ludwig Sckell                       | deutscher Landschaftsmaler                                                       | 78    |       |
| 24. Februar | Jules-Joseph Lefebvre               | französischer Maler                                                              | 77    |       |
| 25. Februar | Fritz Barth                         | Schweizer Theologe                                                               | 55    |       |
| 25. Februar | William Willis Garth                | US-amerikanischer Offizier, Rechtsanwalt und Politiker                           | 83    |       |
| 25. Februar | Qiu Fengjia                         | taiwanischer Lehrer, Beamter und Politiker                                       | 47    |       |
| 25. Februar | Wilhelm IV.                         | Großherzog von Luxemburg                                                         | 59    |       |
| 26. Februar | Josef Baldia                        | österreichischer Architekt                                                       | 66    |       |
| 26. Februar | Gustav Dupont                       | deutscher Opernsänger (Tenor)                                                    | 44    |       |
| 26. Februar | Franz Rosen                         | deutscher Kreistagsabgeordneter                                                  | 62    |       |
| 26. Februar | Norbert Schrödl                     | deutscher Maler österreichischer Herkunft                                        | 69    |       |
| 28. Februar | Ikebe Sanzan                        | japanischer Journalist                                                           | 47    |       |
| 29. Februar | Heinrich Nissen                     | deutscher Althistoriker, Epigraphiker und Provinzialrömischer Archäologie        | 72    |       |

## März
| Tag      | Name                                           | Beruf, bekannt als                                                                                               | Alter | Beleg |
| -------- | ---------------------------------------------- | --- | ----- | ----- |
| 1. März  | Edward Blake                                   | kanadischer Politiker, Mitglied des House of Commons                                                             | 78    |       |
| 1. März  | George Grossmith                               | englischer Bühnenautor, Komponist und Schauspieler                                                               | 64    |       |
| 1. März  | Ludvig Holstein-Ledreborg                      | dänischer Gutsbesitzer und Politiker, Mitglied des Folketing                                                     | 72    |       |
| 2. März  | Vilém Mrštík                                   | tschechischer Schriftsteller, Dramaturg, Übersetzer und Literaturkritiker                                        | 48    |       |
| 2. März  | Franz Seraph von Pfistermeister                | bayerischer Staatsbeamter und Kabinettssekretär                                                                  | 91    |       |
| 2. März  | Paul Czermak                                   | österreichischer Professor für Physik                                                                            | 54    |       |
| 3. März  | Oskar Hoffmann                                 | deutsch-baltischer Maler und Radierer der Düsseldorfer Schule                                                    | 61    |       |
| 4. März  | Otto Kübler                                    | deutscher Pädagoge und klassischer Philologe                                                                     | 84    |       |
| 5. März  | Karl Ernst von Kleist                          | preußischer Offizier, zuletzt Generalleutnant                                                                    | 72    |       |
| 5. März  | Rochus von Liliencron                          | deutscher Germanist und Historiker                                                                               | 91    |       |
| 6. März  | Heinrich Kämpchen                              | deutscher Bergmann und Arbeiterdichter                                                                           | 64    |       |
| 6. März  | Christian L. Poorman                           | US-amerikanischer Tischler, Jurist, Verleger, Offizier, Erfinder, Hersteller und Politiker                       | 86    |       |
| 6. März  | Ernst Schur                                    | deutscher Lyriker, Kunstschriftsteller und Kritiker                                                              | 35    |       |
| 6. März  | Emil Maria Steininger                          | österreichischer Schriftsteller und Kulturkritiker                                                               | 50    |       |
| 6. März  | August Toepler                                 | deutscher Chemiker, Entwickler der Schlierenfotografie                                                           | 75    |       |
| 6. März  | Gustav Wendt                                   | deutscher Philologe; Oberschulrat in Baden                                                                       | 85    |       |
| 6. März  | Dora Zech                                      | deutsche Malerin                                                                                                 | 55    |       |
| 7. März  | Philipp Auer                                   | deutscher Politiker                                                                                              | 80    |       |
| 7. März  | Adam Fürst Czartoryski                         | deutscher Rittergutsbesitzer und Politiker, MdR                                                                  | 67    |       |
| 7. März  | Eugène Dandiran                                | Schweizer evangelischer Geistlicher und Hochschullehrer                                                          | 86    |       |
| 7. März  | Leopoldine Kolbe                               | österreichische Grafikerin und Zeichenlehrerin                                                                   | 41    |       |
| 8. März  | Bertha Schneyer                                | deutsche Wohltäterin und Ehrenbürgerin der Stadt Gotha                                                           | 81    |       |
| 9. März  | Caspar Wulff                                   | deutscher Landwirt und Politiker                                                                                 | 84    |       |
| 10. März | Edmond Spencer Blackburn                       | US-amerikanischer Politiker                                                                                      | 43    |       |
| 11. März | Heinrich Jauner                                | österreichischer Medailleur und Graveur                                                                          | 78    |       |
| 11. März | Stagger Lee                                    | US-amerikanischer Kutscher, Zuhälter und Mörder                                                                  | 46    |       |
| 12. März | Ernst Behrend                                  | preußischer Beamter und Schriftsteller                                                                           | 60    |       |
| 12. März | Friedrich Karl Wilhelm Dönitz                  | deutscher Anatom, Zoologe und Entomologe                                                                         | 73    |       |
| 12. März | Émile Dupont                                   | belgischer Politiker                                                                                             | 77    |       |
| 12. März | Josef Geiger                                   | deutscher Jurist und Politiker (Zentrum), MdR                                                                    | 78    |       |
| 12. März | Heinrich Pagels                                | deutscher Kaufmann, Unternehmer und Mäzen                                                                        | 75    |       |
| 12. März | Adam von Sierakowski                           | polnischer Rittergutsbesitzer und Politiker, MdR                                                                 | 66    |       |
| 13. März | Walter Lofthouse Dean                          | amerikanischer Marinemaler und Kunstpädagoge                                                                     | 57    |       |
| 13. März | Ella Hruschka                                  | österreichische Publizistin und Zeitungsgründerin                                                                | 60    |       |
| 13. März | Theodor Schreiber                              | deutscher Klassischer Archäologe, Kunsthistoriker und Denkmalschützer                                            | 64    |       |
| 13. März | Otto Seitz                                     | deutscher Maler                                                                                                  | 65    |       |
| 13. März | Hugo Treffner                                  | estnischer Pädagoge                                                                                              | 66    |       |
| 14. März | Jules de Cuverville                            | französischer Admiral und Politiker                                                                              | 77    |       |
| 14. März | Pjotr Nikolajewitsch Lebedew                   | russischer Physiker                                                                                              | 46    |       |
| 14. März | Amélie von Reichenbach-Lessonitz               | deutsche Adlige                                                                                                  | 73    |       |
| 14. März | August Rhomberg                                | österreichischer Buchhalter und Politiker, Landtagsabgeordneter                                                  | 73    |       |
| 14. März | Karl August Rudolf Rüder                       | deutscher Politiker; MdL (Königreich Sachsen)                                                                    | 59    |       |
| 14. März | Hermann Seul                                   | Landrat, Versicherungsdirektor, MdR                                                                              | 84    |       |
| 15. März | Cesare Arzelà                                  | italienischer Mathematiker                                                                                       | 65    |       |
| 15. März | Wunibald Briem                                 | österreichischer Komponist                                                                                       | 70    |       |
| 15. März | Christoffer Wessel Debbe                       | deutscher Pädagoge, MdBB                                                                                         | 75    |       |
| 15. März | Paul Stumpf                                    | deutscher Politiker und Fabrikant                                                                                | 85    |       |
| 15. März | Gustav Witte                                   | deutscher Pilot                                                                                                  | 41    |       |
| 16. März | Max Burckhard                                  | österreichischer Theaterkritiker                                                                                 | 57    |       |
| 16. März | Oskar Adolfowitsch Enkwist                     | russischer Admiral                                                                                               | 62    |       |
| 16. März | Elizabeth Adela Forbes                         | kanadische Malerin des Spätimpressionismus                                                                       | 52    |       |
| 16. März | John Fremont Hill                              | US-amerikanischer Politiker                                                                                      | 56    |       |
| 16. März | Josef Hofer                                    | österreichischer Komponist, Kirchenmusiker, Kapellmeister und Pädagoge                                           | 63    |       |
| 16. März | Charles Homer Mouton                           | US-amerikanischer Politiker                                                                                      | 88    |       |
| 17. März | Lawrence Oates                                 | britischer Polarforscher                                                                                         | 32    |       |
| 17. März | Johann Sturany                                 | österreichischer Architekt                                                                                       | 80    |       |
| 17. März | Alfred Moore Waddell                           | amerikanischer Politiker                                                                                         | 77    |       |
| 18. März | Michael Fellner                                | österreichischer Architekt                                                                                       | 70    |       |
| 18. März | Max E. Mandelstamm                             | russischer Augenarzt und Zionist                                                                                 | 72    |       |
| 18. März | August Thon                                    | deutscher Rechtswissenschaftler                                                                                  | 73    |       |
| 19. März | Frank Kirchbach                                | deutscher Maler und Illustrator                                                                                  | 52    |       |
| 19. März | Franz Poenitz                                  | deutscher Harfenist und Komponist                                                                                | 61    |       |
| 20. März | Ernst von Heynitz                              | sächsischer Rittmeister und Farmbesitzer in Deutsch-Südwestafrika                                                | 71    |       |
| 20. März | Maria Josepha vom Herzen Jesu Sancho de Guerra | spanische Ordensgründerin und Heilige der katholischen Kirche                                                    | 69    |       |
| 21. März | David J. Foster                                | US-amerikanischer Politiker                                                                                      | 54    |       |
| 21. März | Andrew Archibald Macdonald                     | kanadischer Politiker, Vizegouverneur von Prince Edward Island                                                   | 83    |       |
| 22. März | Henry H. Bingham                               | US-amerikanischer Politiker                                                                                      | 70    |       |
| 22. März | John Willock Noble                             | US-amerikanischer Jurist und Politiker                                                                           | 80    |       |
| 23. März | Heinrich Oidtmann II                           | deutscher Arzt und Unternehmer                                                                                   | 50    |       |
| 25. März | William H. McLellan                            | US-amerikanischer Anwalt und Politiker                                                                           | 79    |       |
| 25. März | Wilhelm Karl Georg Münch                       | deutscher Regierungsrat, Pädagoge und Schriftsteller                                                             | 68    |       |
| 25. März | Antonio Pacinotti                              | italienischer Physiker                                                                                           | 70    |       |
| 26. März | Carl Frühling                                  | deutscher Architekt und Baubeamter                                                                               | 72    |       |
| 26. März | Albert Traeger                                 | deutscher Geheimer Justizrat und Politiker (DFP, FVP, FVp), MdR                                                  | 81    |       |
| 26. März | Adalbert J. Volck                              | deutsch-amerikanischer Zahnarzt, Maler und Karikaturist                                                          | 83    |       |
| 27. März | Tibor von Földváry                             | ungarischer Eiskunstläufer                                                                                       | 48    |       |
| 27. März | Fritz Walter                                   | deutscher Architekt                                                                                              | 51    |       |
| 29. März | Henry Robertson Bowers                         | britischer Polarforscher                                                                                         | 28    |       |
| 29. März | John Gerrard Keulemans                         | niederländischer Maler und Illustrator                                                                           | 69    |       |
| 29. März | Robert Falcon Scott                            | britischer Polarforscher                                                                                         | 43    |       |
| 29. März | Theodor Unger                                  | deutscher Autor, Stadtplaner und Architekt der Neugotik der Wiener Schule                                        | 65    |       |
| 29. März | Victoria Lady Welby                            | britische Philosophin                                                                                            | 74    |       |
| 29. März | Edward Adrian Wilson                           | englischer Arzt und Polarforscher                                                                                | 39    |       |
| 30. März | Anna Pawlowna Filossofowa                      | russische Philanthropin und Feministin                                                                           | 74    |       |
| 30. März | Karl May                                       | deutscher Schriftsteller                                                                                         | 70    |       |
| 30. März | William Watson McIntire                        | US-amerikanischer Politiker                                                                                      | 61    |       |
| 30. März | Emilio Teza                                    | italienischer Romanist, Indogermanist, Orientalist, Philologe, Linguist, Literaturwissenschaftler und Übersetzer | 80    |       |
| 30. März | Henry Varley                                   | englischer Evangelist                                                                                            |       |       |
| 30. März | Margaret A. Wilcox                             | US-amerikanische Maschinenbauingenieurin und Erfinderin                                                          |       |       |
| 31. März | Robert Love Taylor                             | US-amerikanischer Politiker                                                                                      | 61    |       |